# Stanley Holloway
Stanley Augustus Holloway (Londres, Inglaterra; 1 de octubre de 1890 – Littlehampton, Inglaterra; 30 de enero de 1982) fue un actor y animador inglés famoso por sus personajes cómicos y de carácter, tanto para la escena como para la pantalla, destacando el de Alfred Doolittle en My Fair Lady.

## Biografía
Nacido en Londres, Inglaterra, estudió en la The Worshipful School of Carpenters. Su primer trabajo fue de empleado en el mercado de pescado de Billingsgate, pero a partir de 1907 empezó a actuar en conciertos en la costa inglesa, en ciudades como Walton-on-the-Naze y Clacton-on-Sea, y en esta última participó tres años (1911 – 1913) en espectáculos representados en el Teatro West Cliff. Después fue reclutado por el comediante Leslie Henson para trabajar en su espectáculo. Ideó hacer una carrera como cantante, y viajó a Milán con el fin de entrenar su voz, pero el inicio de la Primera Guerra Mundial cambió sus planes.
Durante la guerra se alistó en el Regimiento de Infantería Connaught Rangers. Tras el cese de las hostilidades, en 1920 se unió al Royal Irish Constabulary como agente de policía temporal, pero dejó el cuerpo en 1921. 
Su primer gran éxito como actor llegó con el show The Co-Optimists, que se mantuvo en escena desde 1921 hasta 1927, y que más adelante fue filmado. Una reposición de la obra en 1929 desarrolló su habilidad como cantante cómico y lanzó su carrera discográfica con grabaciones de sus propios personajes, "Sam Small," y  "The Ramsbottoms", de Marriott Edgar. 
En la década de 1930 actuó en una serie de filmes de bajo presupuesto, destacando Squibs (1935) y The Vicar of Bray (1937). También grabó "With Her Head Tucked Underneath Her Arm", una canción de R. P. Weston y Bert Lee sobre el fantasma de Ana Bolena en la Torre de Londres buscando vengarse de Enrique VIII de Inglaterra.  
Su carrera cambió de nuevo en 1941 cuando trabajó en la adaptación para el cine de la obra de George Bernard Shaw Major Barbara. Después hizo papeles de carácter patriótico en The Way Ahead (1944), This Happy Breed (1944) y The Way to the Stars (1945). 
Tras la Segunda Guerra Mundial tuvo papeles destacados en el éxito Breve encuentro, y en Nicholas Nickleby, e hizo un cameo como sepulturero en el film de Laurence Olivier Hamlet. Posteriormente pasó a ser uno de los sostenes de las producciones de Ealing Comedies, interpretando clásicos como Passport to Pimlico, The Lavender Hill Mob y The Titfield Thunderbolt.
Gracias a su trabajo cinematográfico era conocido en los Estados Unidos por lo que se le ofreció el papel de Alfred P. Doolittle en el éxito representado en Broadway My Fair Lady, ya que James Cagney rechazó el trabajo. Además, Holloway había tenido una larga asociación con la obra, pues había actuado en la producción original de Broadway en 1956, en la versión londinense en 1958 y en la cinematográfica en 1964. Tituló su autobiografía With a Little Bit of Luck como recuerdo a la canción que él cantaba en dichas producciones. Por su interpretación en la versión cinematográfica fue nominado al Oscar al mejor actor de reparto, que perdió ante Peter Ustinov.
En la temporada televisiva estadounidense de 1962—1963, Holloway interpretó el papel principal de la sitcom de la ABC Our Man Higgins, junto a Audrey Totter y Frank Maxwell.
Cumplidos ya los ochenta años, el actor todavía interpretaba papeles de reparto. Falleció en Littlehampton, Inglaterra, en 1982, a los 91 años de edad. 
Tuvo un hijo, el también actor Julian Holloway, conocido por su participación en los filmes de la serie Carry On.

## Musicales
Stanley Holloway actuó en los siguientes musicales:
- 1919 : Kissing Time
- 1920 : A Night Out
- 1921 - 1926 : The Co-Optimists
- 1927 : Hit the Deck
- 1928 : Song of the Sea
- 1929 : Coo-ee
- 1929 - 1930 : The Co-Optimists
- 1932 : Savoy Follies
- 1934 : Three Sisters
- 1936 : All Wave
- 1938 : London Rhapsody
- 1940 : Up and Doing
- 1942 : Fine and Dandy
- 1956 : My Fair Lady, producción en Broadway
- 1958 : My Fair Lady, producción en Londres

## Actuaciones en cine y TV
| - 1921 : The Rotters : Arthur Wait - 1929 : The Co-Optimists - 1933 : Sleeping Car : Francois - 1933 : The Girl from Maxim's : Mongicourt - 1934 : Love at Second Sight : PC - 1934 : D'Ye Ken John Peel? : Sam Small - 1934 : Lily of Killarney : Padre O'Flynn - 1934 : Road House : Donovan - 1934 : Sing As We Go : Policía - 1935 : Play Up the Band : Sam Small - 1935 : Squibs : Charley Lee - 1937 : Sam Small Leaves Town : Richard Manning - 1937 : Song of the Forge : Joe / Sir William Barrett - 1937 : The Vicar of Bray : The Vicar of Bray - 1937 : Cotton Queen : Sam Owen - 1939 : Sam Goes Shopping : Sam / Narrador - 1941 : Major Barbara : Policía - 1942 : Salute John Citizen : Oskey - 1944 : This Happy Breed : Bob Mitchell - 1944 : The Way Ahead : Pvt. Ted Brewer - 1944 : Champagne Charlie : The Great Vance - 1945 : The Way to the Stars : Mr. Palmer - 1945 : Breve encuentro : Albert Godby - 1945 : César y Cleopatra : Belzanor - 1946 : Wanted for Murder : Sgto. Sullivan - 1946 : Carnival : Charlie Raeburn - 1947 : Meet Me at Dawn : Emile - 1947 : Nicholas Nickleby : Vincent Crummles - 1948 : Snowbound : Joe Wesson - 1948 : One Night with You : Tramp - 1948 : Hamlet : Sepulturero - 1948 : The Winslow Boy : Comediante - 1948 : Noose : Insp. Kendall - 1948 : Another Shore : Alastair McNeil - 1949 : Passport to Pimlico : Arthur Pemberton - 1949 : The Perfect Woman : Ramshead | - 1950 : Midnight Episode : Profesor Prince - 1951 : One Wild Oat : Alfred Gilbey - 1951 : Oro en barras (The Lavender Hill Mob) : Alfred Pendlebury - 1951 : The Magic Box : Broker's Man - 1951 : Lady Godiva Rides Again : Mr. Clark - 1952 : The Happy Family : Henry Lord - 1952 : Meet Me Tonight : Henry Gow: Fumed Oak - 1953 : Fast and Loose : Mr. Crabb - 1953 : The Titfield Thunderbolt : Valentine - 1953 : The Beggar's Opera : Mr. Lockit - 1953 : A Day to Remember : Charley Porter - 1953 : Meet Mr. Lucifer : Sam Hollingsworth / Mr. Lucifer - 1955 : An Alligator Named Daisy : El General - 1956 : Jumping for Joy : Capitán Jack Montague - 1959 : Alive and Kicking : MacDonagh - 1959 : No Trees in the Street : Kipper - 1960 : The Mikado (TV) : Pooh-Bah - 1960 : An Arabian Night (TV) : Ibrahim - 1961 : On the Fiddle : Mr. Cooksley - 1961 : No Love for Johnnie : Fred Andrews - 1961 : Meet Mr Holloway (TV) - 1962 : Our Man Higgins (TV) : Higgins (1962-63) (episodios desconocidos) - 1964 : My Fair Lady : Alfred P. Doolittle - 1965 : In Harm's Way : Clayton Canfil - 1965 : Ten Little Indians : Det. William Henry Blore - 1966 : The Sandwich Man : Park Gardener - 1968 : Thingumybob (serie TV) : Bob Bridge - 1968 : Mrs. Brown, You've Got a Lovely Daughter : George G. Brown - 1969 : Target: Harry : Jason Carlyle - 1969 : Run a Crooked Mile]] (TV) : Conserje - 1970 : The Private Life of Sherlock Holmes : Sepulturero - 1971 : Flight of the Doves : Juez Liffy - 1972 : Up the Front : Vincento - 1973 : Dr. Jekyll and Mr. Hyde (TV) : Poole - 1975 : Journey into Fear : Mr. Mathews |

## Premios y distinciones
Premios Óscar
| Año  | Categoría              | Película     | Resultado |
| ---- | ---------------------- | ------------ | --------- |
| 1965 | Mejor actor de reparto | My Fair Lady | Nominado  |